# Foros de Ayuda de Google
Google tiene diversas comunidades oficiales de ayuda para la mayoría de sus servicios, como Gmail, YouTube, Blogger, etc. Un Foro de Ayuda de Google es una comunidad de usuarios generales a quienes les gusta ayudar a otros a saber las mejores maneras de usar un producto.

## Historia
Google comenzó sus comunidades de ayuda para los usuarios llamados grupos de discusiones de Google en 2005 en la plataforma Google Groups. En 2009, varios de los grupos oficiales de discusión de Google se movieron de Google Groups a una nueva plataforma llamada "Foros de Ayuda de Google". Desde el final de 2011 Google empezó a mover los Foros a una renovada versión de Google Groups. El equipo de Google Analytics publicó en su blog que los nuevos Foros de los Productos de Google ofrecían más estabilidad y más funciones.

## Estructura de la comunidad
Los Foros de Ayuda de Google son principalmente una plataforma donde usuarios preguntan, y otros usuarios dan respuestas a estas preguntas. Google afirma que ocasionalmente empleados de Google participan en los Foros de Ayuda de Google. Aparte de los blogs oficiales de Google, a veces Google usa los Foros de los Productos de Google para poner anuncios importantes. Cualquier usuario puede unirse a estos foros y publicar preguntas y respuestas.
Colaboradores Principales
Los usuarios regulares y de gran ayuda de la comunidad son seleccionados como Colaboradores Principales.
- El 13 y 14 de septiembre de 2011, Google organizó su primer cumbre mundial de Colaboradores Principales que se llevó a cabo en el Santa Clara Marriott y en las oficinas de Google en Mountain View.[9]
- En marzo del 2012, Google públicamente comunicó más información sobre el Programa de Colaboradores Principales de Google, diciendo que consiste de 470 miembros en más de 24 productos de Google y 50 países.[10]

Usuarios destacados
Algunos Foros de Ayuda tienen algunas otras chapas para usuarios regulares y que son de gran ayuda pero que aún no están listos para ser Colaboradores Principales.